# Anticorp monoclonal
Anticorpii monoclonali sunt o categorie de anticorpi (clasă de imunoglobulină) care au ca trăsătură specifică o structură  și o funcție identică (adică au aceeași specificitate pentru un anumit antigen sau un anumit epitop) și care sunt produse de o clonă de celule limfoide (limfocite B sau plasmocite) care toate provin dintr-o singură celulă inițială și, prin urmare, sunt toate identice între ele din punct de vedere genetic. Producerea unui anticorp monoclonal poate să aibă loc in vivo așa cum este cazul în unele gamapatii monoclonale (mielom multiplu, boala Waldenström, leucemii limfoide cronice, limfoame maligne) sau in vitro din hibridoame formate prin fuziunea limfocitelor B normale de specificitate cunoscută cu celule de mielom. Un mare număr de astfel de anticorpi monoclonali produși industrial și de specificități diferite sunt utilizați în mod curent în cercetare și biologia clinică pentru diagnosticul și tratamentul multor boli, mai ales în cancerologie, patologia inflamatorie și imunitară.  